# Sajónémeti
Sajónémeti ist eine ungarische Gemeinde im Komitat Borsod-Abaúj-Zemplén.

## Geografische Lage
Sajónémeti liegt in Nordungarn, 40 Kilometer vom Komitatssitz Miskolc entfernt.

## Weblinks

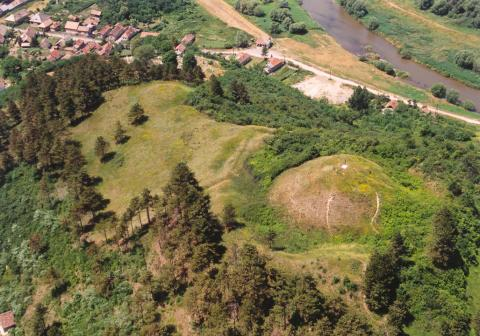
Luftaufnahme von Sajónémeti